# Góra Bielana
Góra Bielana – wzgórze o wysokości 304,88 m n.p.m. Znajduje się w Jaworznie w dzielnicy Bory, przy ul. Stromej. Jedno ze twardzielcowych wzgórz Garbu Jaworznickiego.